# Radícula

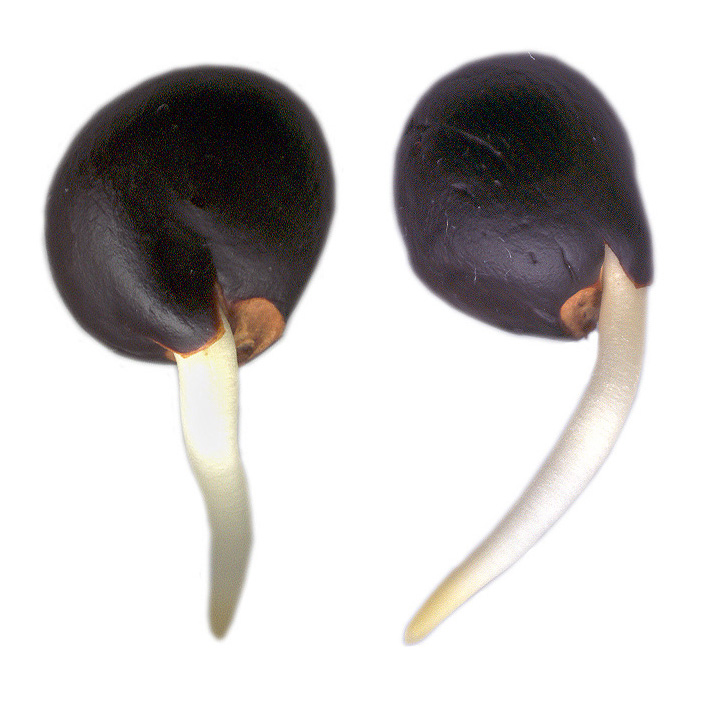
Radícula de Xanthoceras

Em botânica, a radícula é a primeira parte da semente a emergir durante a germinação. É a raiz embriónica de uma planta, crescendo em direcção ao solo.
Esta estrutura emerge através do micrópilo.